# Brace Belden
 (mai 2021).
Pour les articles homonymes, voir Belden.
Brace Robert Belden est un communiste, baladodiffuseur et syndicaliste américain qui fut volontaire pour combattre au sein des Unités de protection du peuple (YPG), une milice kurde, pendant la guerre civile syrienne. Belden est aussi largement connu de par son identifiant Twitter, PissPigGranddad. Il est présentement le co-animateur du podcast TrueAnon avec Liz Franczak.

## Jeunes années
Belden est né de parents juifs à San Francisco et a grandi à Corte Madera, en Californie. Son père est journaliste à une station locale de télévision et son frère travaille dans le milieu des nouvelles technologies. Sa mère est décédée par suicide alors qu'il était âgé de six ans. Belden a affirmé avoir été un « adolescent troublé » et a fréquenté cinq lycées différents, dont un camp de type militaire pour jeunes contrevenants duquel il s'est échappé avant d'être arrêté pour intoxication publique au Dolores Park,. Belden se considère comme étant marxiste depuis l'adolescence et a participé aux Manifestations contre la guerre en Irak à l'âge de 13 ans. En 2005, à l'âge de 15 ans, il a lancé un groupe satirique de musique punk pro-guerre appelé Warkrime. Son nom de scène dans le groupe était President Chaos. Leur premier album, Give War A Chance a été lancé en 2006, puis le groupe s'est démantelé en 2008. Après Warkrime, Belden a joué de la basse au sein de Wild Thing, un autre groupe punk basé à San Francisco. Après avoir gradué du lycée, il a travaillé chez le fleuriste Brothers Papadopoulos dans la région de la baie de San Francisco puis a travaillé comme chroniqueur musical pour la publication Willamette Week.".

## Séjour en Syrie
Belden est arrivé en Syrie en octobre 2016. Il a été entraîné à l'académie du YPG, où il a rencontré d'autres volontaires occidentaux, dont Lucas Chapman et Tommy Mørck. Peu de temps après avoir gradué de l'académie, Belden a été assigné au poste de mitrailleur dans un char d'assaut improvisé lors de l'Offensive de Raqqa. Son unité a participé à la capture de la ville de Tal Salman à la mi-novembre,.
En mars 2017, Brace Belden est nommé comme candidat au rectorat de l'université de Glasgow,.
Belden est l'un de quelque sept gauchistes occidentaux dont le profil a été réalisé par Rolling Stone en mars 2017. Quelques jours plus tard, la production à venir d'un film basé sur le reportage de Rolling Stone et mettant en vedette Jake Gyllenhaal dans le rôle de Brace Belden est annoncée, idée à laquelle Belden s'est opposé,,.
En août 2020, il est révélé que le département de la Sécurité intérieure des États-Unis a enquêté sur Belden et d'autres combattants anarchistes pour des liens « suspectés ou confirmé avec ANTIFA ». En réponse, Belden a affirmé : «Je ne suis pas ni n'ai été membre d'aucune organisation antifa», ajoutant que «Le gouvernement américain espionne et diffame les communistes depuis 100 ans, mais ils ont habituellement la décence de ne pas appeler un Rouge un anarchiste».

## Compte Twitter
Sous le pseudonyme @PissPigGranddad, Belden a obtenu une audience considérable sur Twitter. Au moment de son retour de Syrie, @PissPigGranddad avait amassé environ 30 000 abonnés. Le compte a été suspendu de manière permanente peu de temps après de retour de Belden aux États-Unis en raison d'accusations de violation des politiques de Twitter sur le «harcèlement ciblé».

## Activisme syndical
En février 2018, Belden a commencé à travailler à San Francisco chez Anchor Brewing Company, une entreprise récemment rachetée par Sapporo. En tant que membre des Socialistes démocrates d'Amérique, plus spécifiquement du caucus marxiste local Red Star, il s'est joint au comité organisateur d'un syndicat d'employés à son usine. Au début 2019, la campagne de syndicalisation est publique et couverte médiatiquement par le magazine Jacobin et par le podcast Chapo Trap House,. Les employés de l'usine ont voté en faveur de la syndicalisation à 31 contre 16 et ont joint le local 6 du syndicat international du débardage et de l'entreposage. En août 2019, le sénateur américain Bernie Sanders a participé à une discussion avec Belden et d'autres syndicalistes à propos de l'enjeu de la démocratisation des milieux de travail.